# Lobelia grandifolia
Lobelia grandifolia är en klockväxtart som beskrevs av Nathaniel Lord Britton. Lobelia grandifolia ingår i släktet lobelior, och familjen klockväxter.
Artens utbredningsområde är Jamaica. Inga underarter finns listade i Catalogue of Life.